# Kloster Heggbach

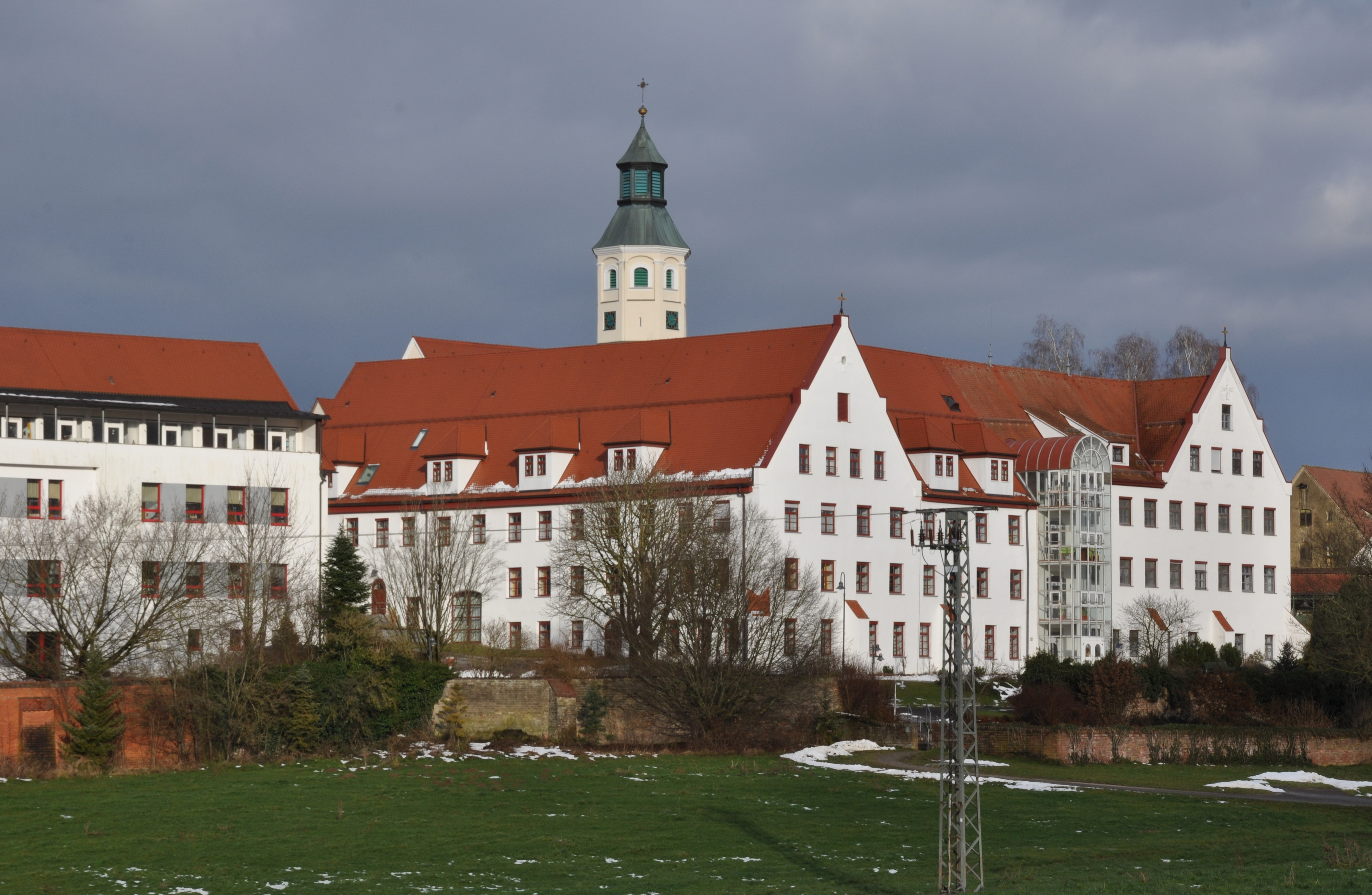
Ehemalige Reichsabtei Heggbach (2015)

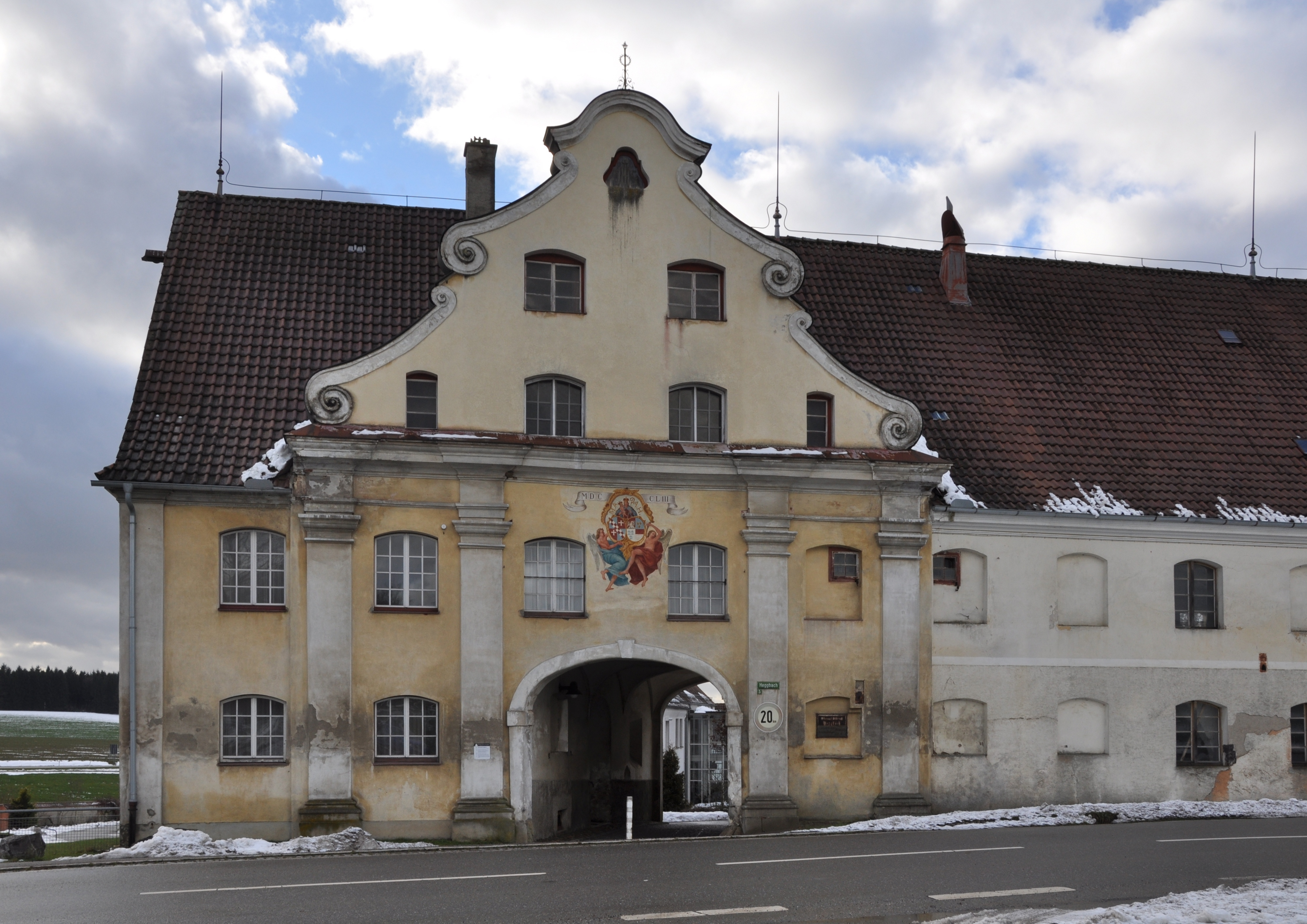
Haupttor des Klosters

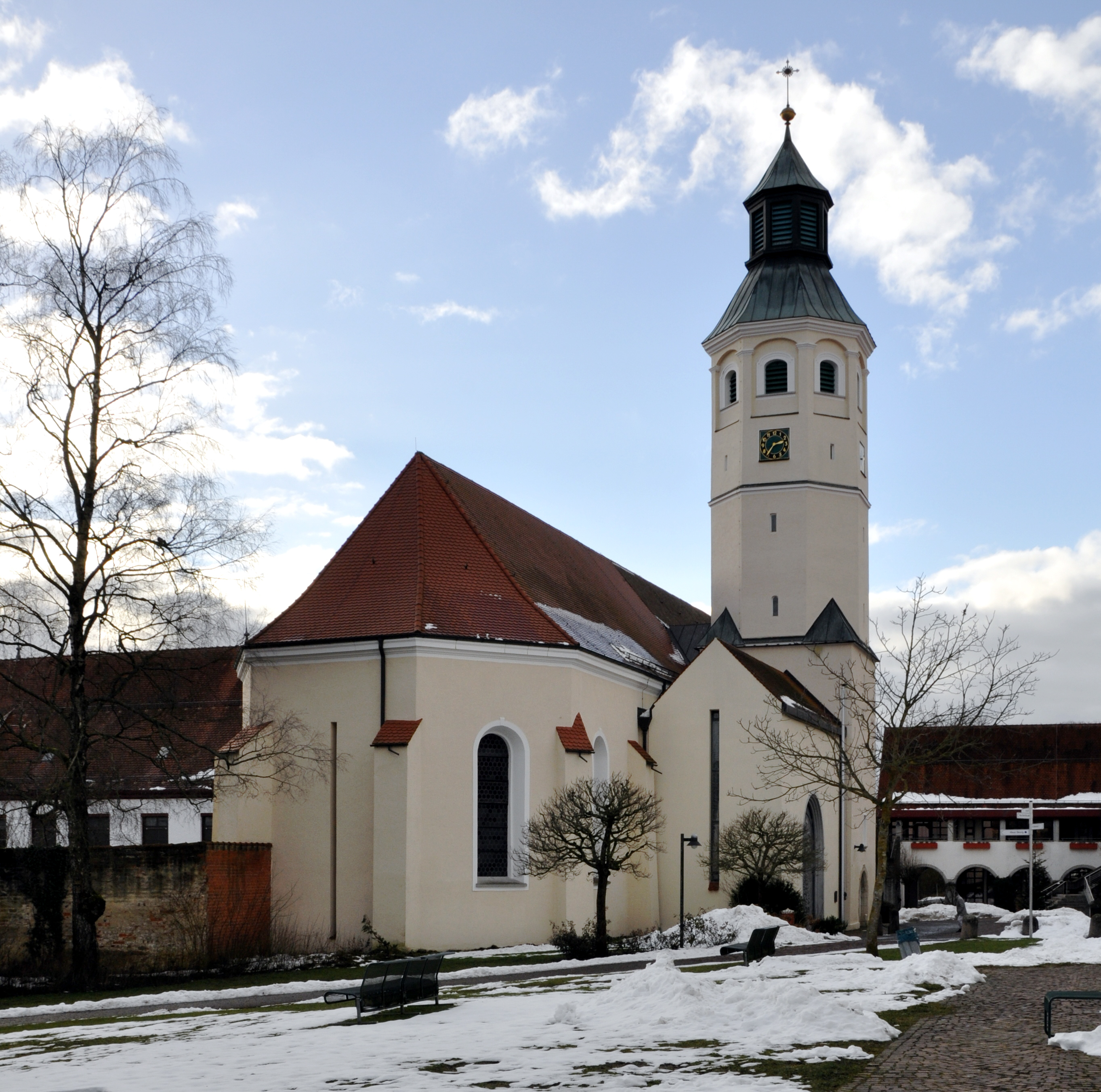
Ehemalige Abteikirche St. Georg

 Die Reichsabtei Heggbach ist eine ehemalige reichsunmittelbare Nonnen-Abtei des Zisterzienserordens in der heutigen Gemeinde Maselheim in Oberschwaben (Baden-Württemberg). Das Kloster wurde 1803 im Zuge der Säkularisation aufgehoben und ist seit dem Jahre 2000 Bestandteil der St. Elisabeth-Stiftung. Der zur Gemeinde Maselheim gehörende Ortsteil Heggbach hatte am 30. Juni 2024 265 Einwohner.

## Geschichte

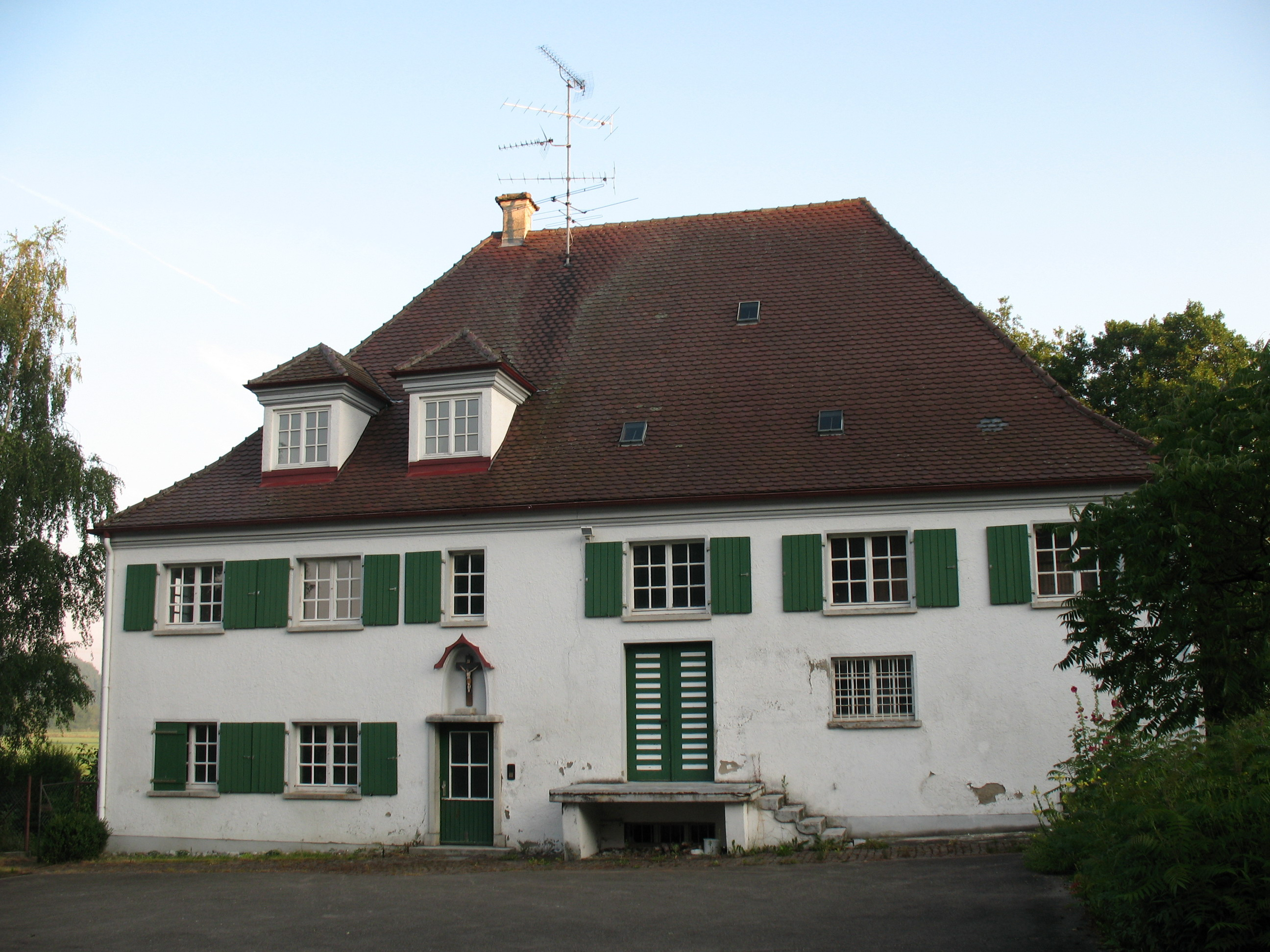
Kloster-Mühle

### Mittelalter
Die Anfänge des Klosters sind nicht gesichert. Die früher angenommene Existenz einer klösterlichen Gemeinschaft in Heggbach schon vor 1175 gilt heute als unwahrscheinlich. Nach chronikalischer Überlieferung ging das Kloster aus einer in Maselheim „von zwei adeligen Fräulein, von Rosenberg und von Landenberg“ gegründeten Beginenklause hervor. Ein erstes urkundliches Zeugnis datiert erst von 1231, als der Konstanzer Bischof Konrad II. von Tegerfelden (1209–1233) den – nicht näher bezeichneten – Schwestern die zuvor dem Kloster Salem gehörende Pfarrkirche in Hecchibach übereignete: Sie durften den Pfarrer selbst bestimmen und die Einkünfte der Kirche nutzen. Dies markierte einen wichtigen Schritt im Bestreben, einen informellen Zusammenschluss frommer Frauen in eine mit Rechten und Einnahmen ausgestattete Institution umzuwandeln. Als treibende Kraft hinter dieser Entwicklung stand der Salemer Abt Eberhard von Rohrdorf (1192–1240), der neben Heggbach fünf weitere Frauenklöster förderte und dem Zisterzienserorden zuführte. 1234 gehörte das Kloster bereits dem Orden an, als Papst Gregor IX. allen Unterstützern der Neugründung (novella plantatio) einen zwanzigtägigen Ablass gewährte. Meisterin und Konvent fanden bei dieser Gelegenheit erstmals explizit Erwähnung. Die Gründungsphase war 1248 abgeschlossen, als Papst Innozenz IV. dem Kloster einen großen Schutz- und Privilegienbrief erteilte, es dem Zisterzienserorden förmlich inkorporierte und die weitgehende Unabhängigkeit vom Diözesanbischof zusicherte. Die Vorsteherin des Konvents wurde nun offiziell als Äbtissin bezeichnet.
Der Ort Heggbach gehörte vermutlich bereits 1248 zur Gänze dem Kloster und wurde in einen landwirtschaftlichen Eigenbetrieb (Grangie) umgewandelt. Weiteren Besitz erwarb das Kloster durch Zukäufe und Schenkungen. Als Stifter erschienen zunächst die gräflichen Familien von Grüningen, Berg und Kirchberg, später traten neben der Biberacher Patrizierfamilie Gräter vor allem zwei Rittergeschlechter aus der näheren Umgebung hervor: die Herren von Freyberg und die Herren von Baustetten. Beide errichteten im Kloster Heggbach ihre Familiengrablege. Sämtliche Jahrtagsstiftungen – es waren so viele, dass der reguläre Gottesdienst darunter litt – wurden 1476 mit päpstlicher Erlaubnis zu einem einzigen Anniversarium zusammengefasst.
Nach 1300 folgte eine Phase der Konsolidierung. Um das Abteiterritorium abrunden zu können, wurde entlegener Streubesitz abgestoßen. Die mehrfach als Verkaufsgrund angeführten Schulden sind wohl dem Bau von Kirche und Konventgebäuden anzulasten, möglicherweise spielte auch ein Brand eine Rolle, dessen Einzelheiten nicht bekannt sind. 1343 weihte der Stellvertreter des Bischofs die große Kirche (Abteikirche St. Georg), an die später die Konventkapelle St. Agnes (geweiht 1500) und die freybergische Kapelle St. Anna (geweiht 1528) angefügt wurden. Die nördlich der Abteikirche gelegene ehemalige Pfarrkirche St. Pankratius blieb erhalten und diente später als Friedhofskirche.

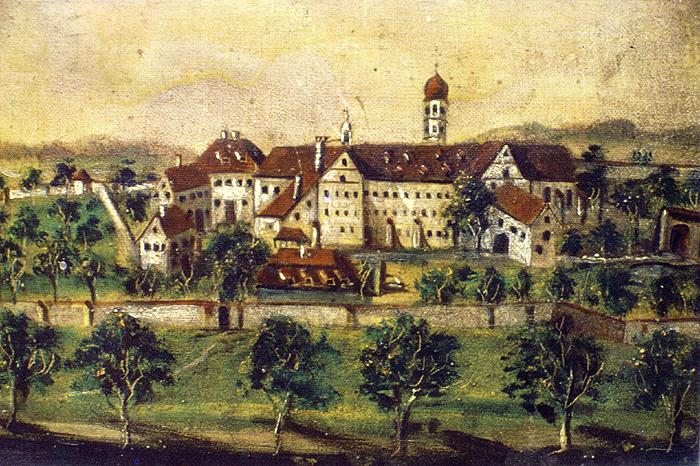
Die Reichsabtei Heggbach im 18. Jahrhundert (Gemälde)

### Frühe Neuzeit
Den Bauernkrieg überstand das Kloster ohne größere Schäden. In einer im Februar 1525 eingereichten Beschwerdeschrift forderten die Untertanen unter anderem die Aufhebung der Leibeigenschaft, der Fronen und des kleinen Zehnten. Ihrem auf Mäßigung bedachten Anführer, Ulrich Schmied aus Sulmingen, wird es zugeschrieben, dass die Bauern des Baltringer Haufens zwar die Lebensmittelvorräte des Klosters hinwegführten, nicht aber ihrem Unmut in Form von Gewalttätigkeit oder Brandstiftung Luft machten. 1531 versuchte die Stadt Biberach, die sich der Reformation angeschlossen hatte, die neue Lehre auch in Burgrieden einzuführen, wo die Stadt die Obrigkeit, Kloster Heggbach aber den Kirchensatz innehatte. Im Schmalkaldischen Krieg eskalierte dieser Konflikt: Biberach besetzte das Kloster, sodass von August bis Dezember 1546 kein katholischer Gottesdienst möglich war. Nach der Zerschlagung des Schmalkaldischen Bundes verzichtete die Stadt 1548 offiziell auf ihre Ansprüche in Burgrieden. Im Dreißigjährigen Krieg mussten sich Äbtissin und Konvent 1632 vor den heranrückenden schwedischen Truppen in Sicherheit bringen. Einige Nonnen blieben bis 1649 im Exil. Nach ihrer Rückkehr fanden sie Gebäude und Felder zwar verwahrlost, jedoch in der Substanz unversehrt vor. Nachdem die Schäden behoben waren, wurde die Kirche 1656 neu geweiht. Von 1687 bis 1716 erfolgte die Umgestaltung der Gebäude im Barockstil.

### Säkularisation und heutige Nutzung
1803 gehörte das Kloster zur Entschädigungsmasse des Reichsdeputationshauptschlusses, die Reichsabtei wurde aufgelöst. Den Hauptteil ihres Klostergebiets erhielt Rudolf Waldbott von Bassenheim für das gräfliche Haus Waldbott von Bassenheim zugesprochen, die Orte Mietingen und Sulmingen fielen an die Grafen von Plettenberg-Mietingen. Beide Herrschaften wurden 1806 in der Rheinbundakte zugunsten Württembergs mediatisiert. Nach Aufhebung des Klosters erhielten die Zisterzienserinnen eine Pension und lebenslanges Wohnrecht. Die letzte Konventsfrau starb 1846.
Graf Hugo Waldbott verkaufte die Gebäude und die verbliebenen Ländereien 1875 an Fürst Franz von Waldburg-Wolfegg-Waldsee. Dieser stiftete das Kloster 1884 für die Barmherzigen Schwestern von Reute, die eine Anstalt für Epileptische, Schwachsinnige und Unheilbare einrichteten. Die Einrichtung besteht bis zur Gegenwart als Heggbacher Einrichtungen fort. Die Kernanlagen sind heute noch erhalten, wurden aber den verschiedenen Nutzungen, vor allem durch Neubauten, angepasst. Bei einem Brand im Jahre 1893 waren Kirche und Ostflügel abgebrannt.
Im Kloster überdauerte eine Madonna diesen Brand, deren Entstehung wohl in die Zeit um 1470 fällt. Das Kunstwerk wird der Ulmer Schule zugeschrieben; genannt werden dabei der Umkreis von Hans Multscher, der Meister des Tiefenbronner Altars aber auch Jörg Syrlin der Ältere.

## Rechtlicher Status

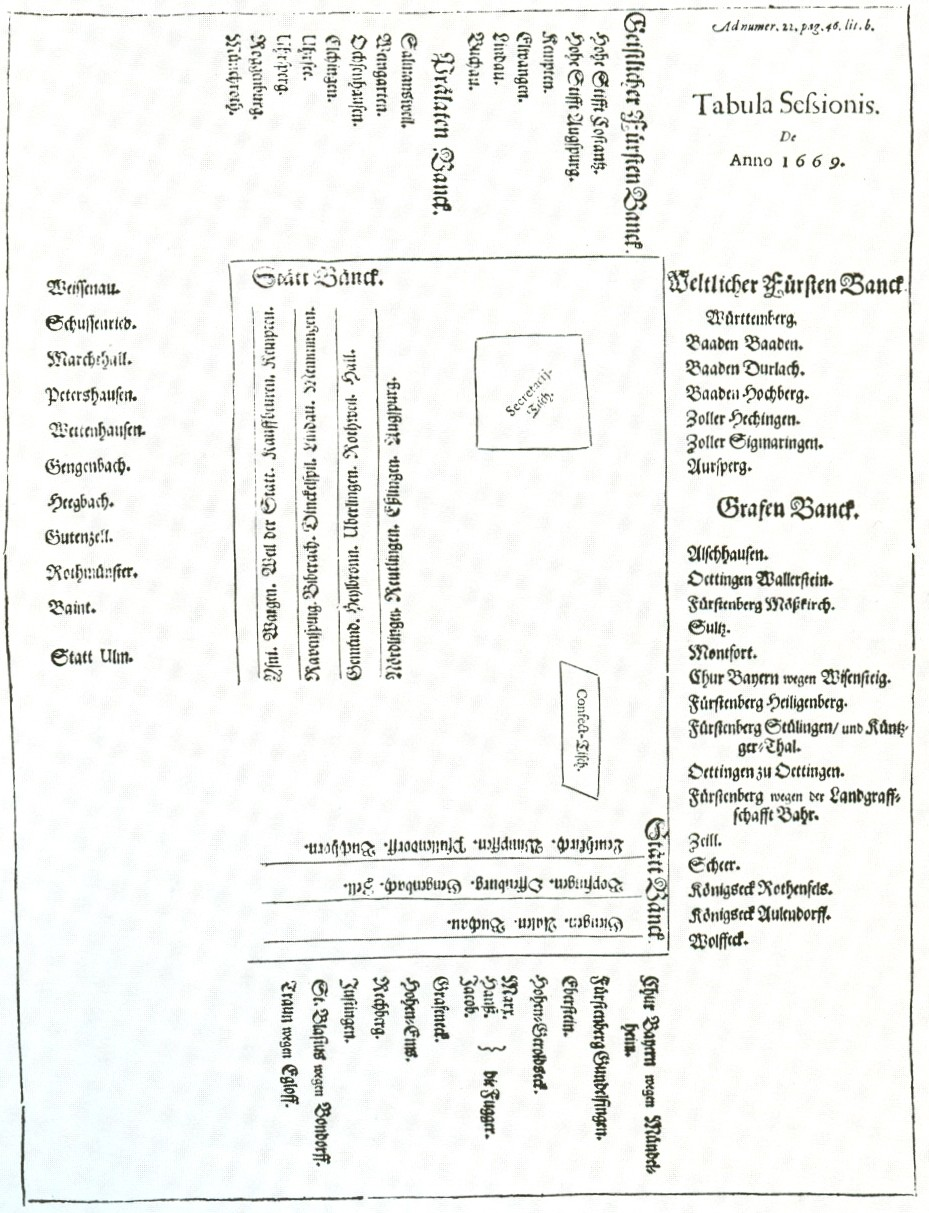
Tabula Seßionis (Sitzordnung) beim Schwäbischen Kreis in Ulm, 1669

Wie Salem selbst stand auch sein Tochterkloster in spätstaufischer Zeit unter dem Schutz und Schirm des Reichs und konnte fortan als Reichsabtei die angestrebte dauerhafte Reichsunmittelbarkeit auch nach dem Ende der Staufer im Spätmittelalter behaupten und in der Frühen Neuzeit festigen. 1481 übertrug Kaiser Friedrich III. der Reichsstadt Biberach förmlich die seit alters ausgeübte Schirmvogtei über Heggbach. Sichtbarer Ausdruck der Reichsfreiheit war die Aufnahme Heggbachs in die Reichsmatrikel von 1521. Das Kloster besaß über das Schwäbische Reichsprälatenkollegium Sitz und Kuriatsstimme auf Reichs- und Kreistagen. Auf der Prälatenbank des Schwäbischen Kreises hatte Heggbach seinen Platz zwischen Gengenbach und Gutenzell.
1576 erteilte Kaiser Rudolf II. dem Kloster die Befreiung von fremden Gerichten.
In geistlichen Angelegenheiten stand Heggbach unter der Paternität der Zisterzienseräbte von Salem. So vertrat der Salemer Abt das Kloster in den Gremien des Ordens, führte regelmäßige Visitationen durch, beaufsichtigte die Wahl der Äbtissin und entsandte einen seiner Mitbrüder als Beichtvater nach Heggbach. Im 18. Jahrhundert kam es zu einem Zerwürfnis zwischen Salem und den Tochterklöstern, sodass Abt Anselm II. Schwab 1752 die Paternität aufkündigte. Bis es 1765 zu einer gütlichen Einigung kam, war Heggbach dem Abt von Kaisheim unterstellt.

## Territorium

### Besitzgeschichte
Das Kloster war zunächst dürftig ausgestattet und besaß 1248 nur den nordöstlich von Maselheim auf einem Bergrücken gelegenen Ort Heggbach. Da der dortigen Pfarrei im Jahr 1231 keine Gläubigen zugewiesen waren, handelte es sich wohl um eine Wüstung. Bis 1269 erwarb die Abtei schrittweise den gesamten Grundbesitz in Maselheim, womit auch Niedergericht und Kirchensatz verbunden waren. Zwischen 1275 und 1307 kam fast ganz Sulmingen hinzu, wobei 1290 mit einem größeren Besitzkomplex auch die Gerichtsrechte ans Kloster übergingen.
1396 verkauften drei Brüder von Freyberg den Zehnten zu Baltringen an das Kloster. Eine Schenkung der Familie Freyberg brachte 1420 den Kirchensatz in Burgrieden ein. 1442 erwarb Heggbach von Konrad von Freyberg die Dörfer Mietingen und Wennedach. Um die Kaufsumme von 11.720 Gulden zu finanzieren, musste sich das Kloster von Streubesitz trennen, beispielsweise von den Zehnten in Großschafhausen und Orsenhausen, die es 1401–1404 erworben hatte. Meinungsverschiedenheiten mit Stift Buchau wegen dessen Leibeigenen, den so genannten Kornelierleuten, in Mietingen konnten erst 1569 vertraglich beigelegt werden.
Zwei Drittel von Baustetten kaufte das Kloster 1491 und 1503, den ersten Teil um 1920 Gulden von Hans Schad, den zweiten um 1307 Gulden von den Herren von Essendorf zu Ellmannsweiler. (Das restliche Drittel gehörte der Ulmer Familie Neidhart und kam 1584 an die Biberacher Almosenpflege.)
Damit hatte das Abteiterritorium seine endgültige Gestalt angenommen. Es umfasste die Dörfer Maselheim, Mietingen, Sulmingen, Wennedach, zwei Drittel von Baustetten und die im Jahr 1456 gegründeten Höfe zum Stein. Von einem Großteil der übrigen Güter – die nicht mit hoheitlichen Rechten verbunden waren – trennte sich das Kloster im Laufe der Zeit. Die letzte größere Transaktion datiert von 1578, als der Verkauf der sechs Höfe und acht Selden zu Laupheim 10.000 Gulden einbrachte. Neben Einkünften in Baltringen, Bronnen und Burgrieden behielt das Kloster bis zur Säkularisation seine Weingärten im Bodenseeraum, die sich in Markdorf konzentrierten und bis 1504 gemeinsamer Besitz Heggbachs und des Nachbarklosters Gutenzell waren.
1802 umfasste das Hoheitsgebiet knapp 50 Quadratkilometer, auf denen etwa 2000 Untertanen lebten. Die jährlichen Einkünfte wurden auf 12.000 Gulden geschätzt.

### Gerichtsbarkeit
1429 verlieh König Sigismund der Äbtissin ein eigenes Gericht in ihrem Klosterhof. Bis zu diesem Zeitpunkt übte Salem stellvertretend für Heggbach die niedere Gerichtsbarkeit aus. Im Privileg explizit ausgenommen war die Blutgerichtsbarkeit, die nach wie vor der Landvogtei Schwaben zustand. Mit dem Erwerb von Mietingen verkomplizierte sich die Situation, weil Konrad von Freyberg bereits den Blutbann besessen hatte und Kloster Heggbach diesen nun auch für sich reklamierte. Der hieraus resultierende Streit mit der Landvogtei wurde erst 1491 zugunsten des Klosters entschieden. 1606 übertrug Erzherzog Maximilian III. die hohe und malefizische Obrigkeit über das gesamte Heggbacher Klostergebiet dem Kloster Salem; ausführendes Organ war die Salemer Pflege Schemmerberg. Unstimmigkeiten über die Abgrenzung zwischen hoher und niederer Gerichtsbarkeit – letztere nahm Heggbach weiterhin selbst wahr – führten dazu, dass Heggbach und das mit demselben Problem konfrontierte Gutenzell 1741 juristisch gegen ihr Vaterkloster vorgingen. Der Prozess wurde zunächst vor dem vorderösterreichischen Lehenhof zu Freiburg, dann vor dem Reichskammergericht in Wetzlar geführt. Schließlich einigten sich die Parteien 1764 auf einen Kompromiss: Salem blieb für die vier Fälle (Totschlag, Notzucht, Brandstiftung, schwerer Diebstahl) und einige weitere einzeln bezeichnete Delikte zuständig. Insbesondere durfte Heggbach keine Todesurteile verhängen.
Seit 1518 sind Dorfgerichte in Heggbach (auch für Maselheim und Sulmingen zuständig), Mietingen (einschließlich Wennedach) und Baustetten belegt. Wegen des Baustetter Gerichts schloss das Kloster 1598 mit der Stadt Biberach einen Vertrag: entsprechend den Besitzanteilen führten abwechselnd das Kloster zwei Jahre, die Stadt ein Jahr den Vorsitz. Seit 1637 war das Heggbacher Gericht auch für Mietingen zuständig. Berufungsinstanz war im 18. Jahrhundert das Landgericht zu Altdorf, die Appellation ging ans Innsbrucker Hofgericht.

## Konvent und Wirtschaftsbetrieb

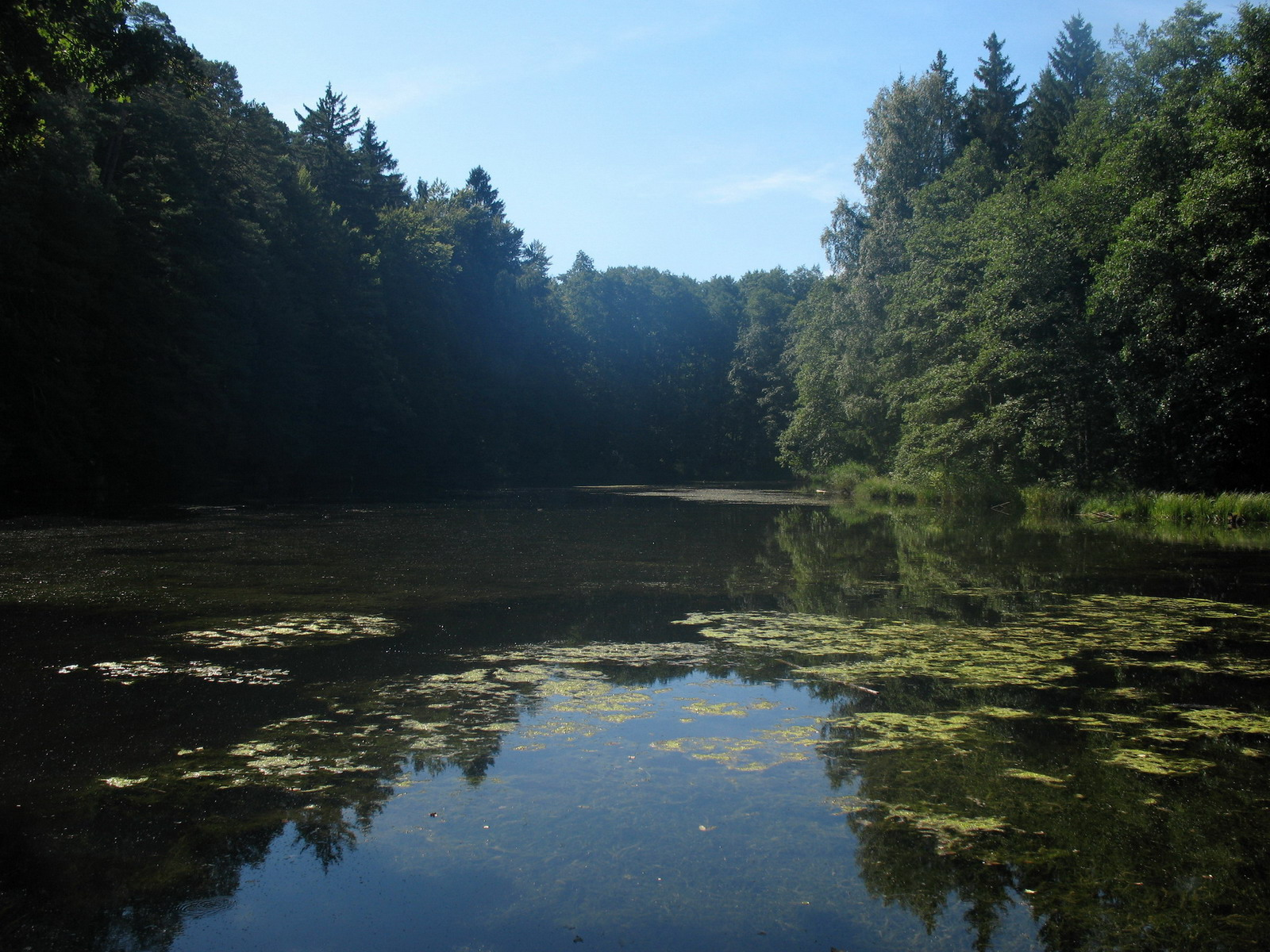
Ein Weiher des Klosters

Von einer Phase im und unmittelbar nach dem Dreißigjährigen Krieg abgesehen, lebten in der Zisterzienserinnenabtei Heggbach etwa 25 bis 30 Chorfrauen und 10 bis 12 Laienschwestern. Der Anteil der Nonnen aus Adels- und Patrizierfamilien betrug vor 1500 rund ein Drittel, von 1500 bis 1630 noch rund ein Fünftel. Danach waren die Bürgers- und Bauerntöchter weitgehend unter sich; sie stammten überwiegend aus Oberschwaben. Seit 1248 ist eine Äbtissin an der Spitze des Konvents nachgewiesen, die ab 1416 auf Lebenszeit gewählt wurde. Ihr standen eine Priorin und eine Subpriorin zur Seite. Um die weltlichen Aspekte des Klosterlebens zu organisieren, wurden eine Reihe von Ämtern besetzt, darunter Schaffnerin, Küsterin und Krankenmeisterin. Der oberste Verwaltungsbeamte des Klosters führte seit 1429 den Titel eines Hofmeisters, später wurde er auch als Oberamtmann bezeichnet.
Die Flächen rund ums Kloster wurden als Eigenbetrieb bewirtschaftet. Um das Jahr 1800 gehörten zum Bauhof rund 250 Jauchert Äcker, 100 Tagwerk Wiesen, 60 Jauchert Garten, ein kleiner Weinberg und 3000 Jauchert Wald. Die meisten Gebäude standen innerhalb der äußeren Klostermauer in unmittelbarer Nachbarschaft der Klausur. An Handwerksbetrieben waren Bäckerei, Brauerei und Schmiede vorhanden; Ziegelei und Mühle mit Sägewerk lagen abseits.

## Liste der Äbtissinnen

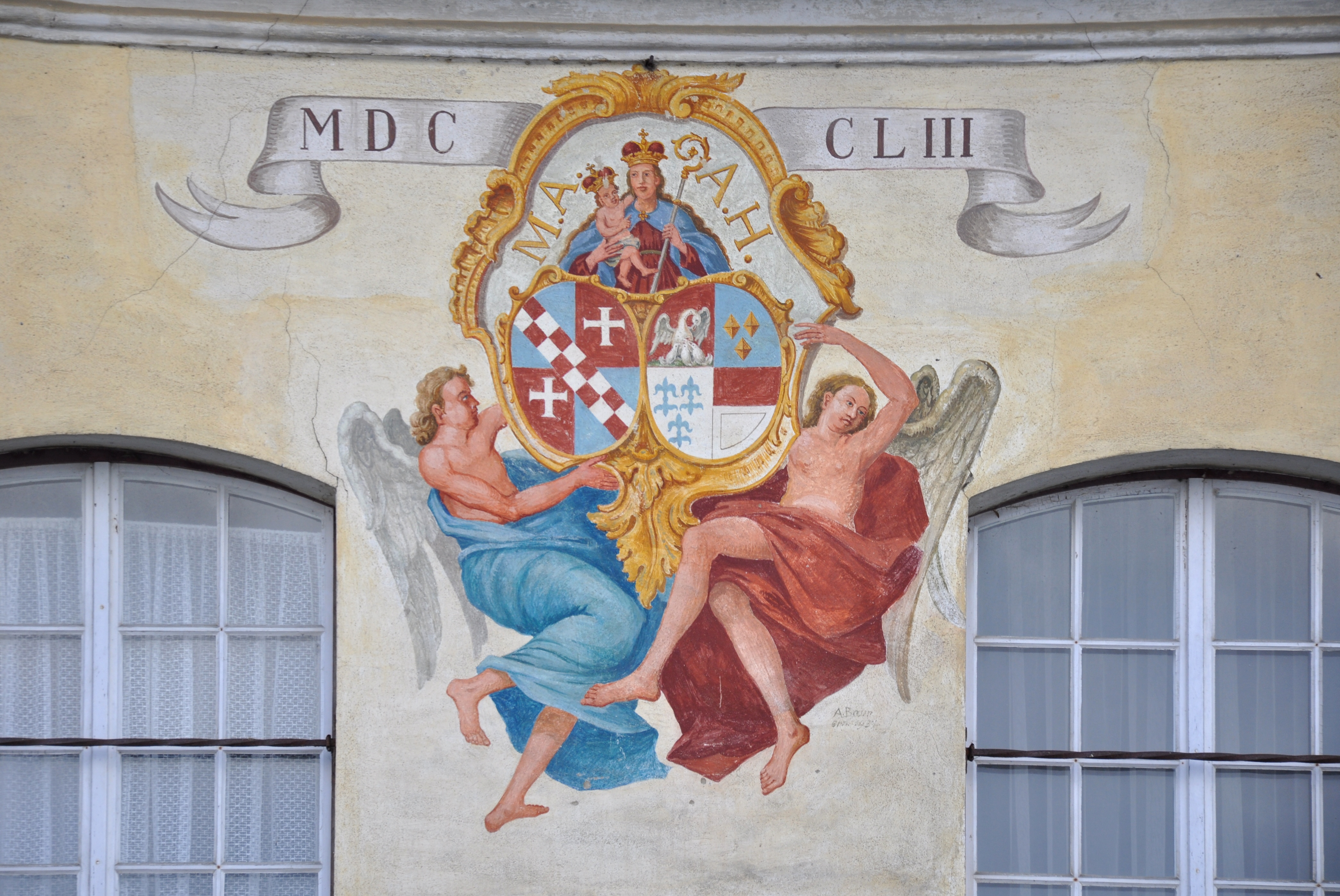
Wappenbild mit Initialen „M. A. A. H.“ (Maria Aleydis Abbatissa Heggbachensis) und Jahreszahl 1753; Wappen: (optisch) links Kloster Heggbach, (optisch) rechts Äbtissin Maria Aleydis Zech (Torhaus des Klosters, Gemälde von August Braun, 1934; Foto 2015)

Bis zur Mitte des 15. Jahrhunderts sind die genauen Amtszeiten nicht bekannt. In diesen Fällen sind die Jahreszahlen der urkundlichen Nachweise aufgeführt. Ist das Sterbejahr explizit angegeben, so endete die Amtszeit durch Rücktritt der Äbtissin.
| - N. N. 1248 - G. 1250, 1253 - Williburgis 1268 - Irmengard 1273, 1302 - Gertrud 1304 - Hailwig Wachsgeb 1312, 1318, 1322 - Anna 1315 - Katharina (Wachsgeb?) 1331 - Anna Muth 1335, 1345, 1365 - Christina Gräter 1338, 1339 - Adelheid 1349, 1357 - Agnes von Freyberg 1351, 1354 - Anastasia von Emerkingen 1395, 1396 - Anna von Freyberg 1401 - Susanna von Freyberg 1401, 1412 - Clara Ströler 1427, 1434; † 1460 - Elisabeth Hoffmann 1437, 1443, 1447 - Anna Gräter 1439 - Agatha von Stadion 1451, 1454; † 1480 - Elisabeth Kröhl 1454–1480 - Agnes Sauter 1480–1509 - Anna Kobold 1509–1515 | - Barbara Ellenbog 1515–1526 - Walburga Bitterler 1526–1532 - Margareta Hauptmann 1532–1539 - Veronika Kröhl 1539–1553 - Ursula Schad 1553–1559; † 1559 - Lucia Hildebrand 1559–1590; † 1607 - Ursula von Stotzingen 1590–1605 - Veronika von Freyberg 1605–1610; † 1613 - Barbara Hörburger 1610–1627 - Barbara Gräter 1627–1629 - Margareta Täschler 1629–1635 - Maria Scholastika Eberhardt 1636–1663 - Maria Apollonia Schweizer 1663–1670 - Maria Bernarda Östringer 1670–1675 - Maria Cäcilia Vöhlin 1675–1687 - Maria Barbara Hager 1687–1700; † 1715 - Maria Magdalena Sohler 1700–1712 - Maria Cäcilia Constantina Schmid 1712–1742 - Maria Aleydis Zech 1742–1773 - Maria Juliana Kurz 1773–1792 - Maria Anna Vogel 1792–1803; † 1835 - Säkularisation 1803 |